# Toyota C+pod
Toyota C+pod — электромобиль-кей-кар, который выпускался японской компанией Toyota Motor Corporation с 2021 по 2024 год.

## Описание
В октябре 2019 года дебютировал концепт-кар Ultra-Compact BEV, производство которого было намечено на 25 декабря 2020 года. Первая партия была продана только корпоративным пользователям, местным органам власти и другим организациям в Японии. Позже, начиная с декабря 2021 года, автомобили стали продаваться частным клиентам.
Из-за своих габаритов автомобиль признан кей-каром. Это последний автомобиль, который не имеет максимальных габаритов, разрешённых правилами кей-кара, после Subaru R1. Максимальная скорость ограничена до 60 км/ч.
Во втором квартале 2024 года автомобиль был снят с производства. По словам компании, автомобиль «выполнял работу определённую роль в качестве маломобильного транспортного средства».

## Галерея
- Вид сзади
- Интерьер
- Toyota Ultra-Compact BEV